# ケロケロキング
『ケロケロキング』は、2000年11月に発売されたPlayStation用ソフト。ジャンルはカエル飛ばしゲーム。
木原庸佐（きはらようすけ）が監修、キャラデザインをした。2003年にはゲームキューブ用ソフトとして「ケロケロキングDX」が発売。後にPlayStation 2でも「ケロケロキング スーパーデラックス」として発売された。発売メーカーは初代はメディアファクトリー、DXはバンダイ。

## ケロフ
ゴルフに似たようなスポーツだが、ボールの代わりにカエルを飛ばすのが特徴。ゴルフとは違い、ホールの中で高得点だった方が勝ちというルール。ケロフをする者をケロファーと呼ぶ。台の上にカエルを乗せ、ハンマーで叩く部分を叩き、飛ばす。カエルなので水に入っても池ポチャにはならず、泳ぐ。カエルがハエを見つけると食べてしまう。ケロストンがあるジェムホールにカエルを入れるとカエルインになって高得点が入る。一発で入れるとカエルインワンになり、カエルインよりもより多く得点を手に入れることが出来る。誰かがカエルインするとその他がホールを過ぎていくうちに段々点が下がっていく。各コースにはいろんな仕掛けがあり、それで得点を稼ぐ。

## シリーズ紹介
ケロケロキング
シリーズ1作目。主人公はノスキン。カエルーナ星で行われているケロフでライバルと戦う。ライバルに勝つとアイテムを購入できたり、ライバルのカエルの卵をもらえる。アイテムはハンマーや補助アイテムなど。PocketStation専用ゲームもある。
ケロケロキングDX
シリーズ2作目。主人公はプリプリ。ラビットビット星を救うハイパーケロストンを手に入れるため、ケロフトーナメントに参加する。前作と大きく変わり、画面も3Dになった。風などがなくなり、レバガチャやタイミングよくボタンを押すことでハプニングを回避できるようになった。ライバルも服装と惑星を変えて再挑戦するようになった。条件を満たすことでボトルキャップ入手可能。TVCMは石原さとみが出演していた。
ケロケロキング スーパーデラックス
2作目の移植版。前作よりも大幅に追加要素がある。ケロキンショッピングが追加され、コマンド入力することにより、コスプレやツアーバスのコーディネイトができるようになった。（グッズの中にはコロコロコミックもある）対戦モードに限り、王様とブーチンがプレイヤーキャラとして使用可能。隠しカエルを2体追加。

## 登場人物

### ケロケロキングのキャラクター
ノスキン・ウッドフィールド
カエル：ノスノ
主人公。グランボール星出身。10歳という若さでプロテストに合格した天才ケロファー。同じくプロケロファーである父親のパパキンを探している。
ケロコ
声 - かないみか
カエル：マリー
とってもお転婆な女の子。ノスキンの父親を知っているらしい。
チューチュー
声 - こおろぎさとみ
カエル：ベニ公
名前とは裏腹にネコのような容姿のニャンコ星人。普段はハンマーハウスの上で寝ている。昔は真面目な性格だったが、マタタビを知ってからは中毒になってしまった。
ムームリン
カエル：ツノリン
カタツムリのような容姿のデンデン星人。性格はおっとり。
ホータイX
カエル：ホータイミニ
一見ミイラのようだが、実は怪我をして包帯をまいているだけであるお兄さん。容姿は怖いが、性格は優しい。
ルミエル
声 - こおろぎさとみ
カエル：ミカエル
宇宙の偉い神様の1人だが、ケロフが好きで、ちゃんとプロテストを受けてケロファーになった。性格は意地悪。「〜れす」が口癖。試合の時には「HEAVEN」と書いてある隕石型の宇宙船に乗ってやってくる。
ナン・キン
カエル：フジ丸
元々は双子のラッカ星人で食料としてカエルーナにやってきた所を逃げ出した。ケロフは見よう見まねで覚えただけなのでモグリのケロファーでもある。ビール好きのトニーにおつまみとして狙われている。
カチンコチンJr
声 - こおろぎさとみ
カエル：ポチンペチン
氷のようなヒョーザン星人。まだ幼いが、頭はよい。小さいので父親と一緒に来ている。昔はブヨンブヨンという黄色い丸い人だったのだが、隕石の衝突の影響で体が凍った。
ボインゴ
カエル：ヤミー
ソフトクリームのような容姿。そのため時間がたつと顔が溶けていく。以前は大阪で芸人を目指していたがネタの途中で顔が溶けてしまうので挫折してケロファーになった。本体はコーンの部分で、顔は何味でも良いらしい。
パンダラッコ
カエル：ケルピ
パンダとラッコが混ざったような姿。元々はカエルーナ人のペット。ハンマーでよく人を叩くので、凶暴だと思われがちだが、カエルーナ人に託されたものを守っているだけ。
ハッスル
カエル：ターボ200
本名ハッスル2000。パンチという赤い車のエンジンで、ものすごく高い馬力を持つパワーヒッター。威勢の良い性格。
ペンゾ
カエル：ドロン
キャステロ星で生産され、オイルの缶から出現したオイルのようなオイル人。可燃性だがタバコ好き。ハッスルに見つかると飲まれてしまうのでエンジン音には敏感。
メカッチ（シワシワーノ）
カエル：ケロッチ
カエルーナ人の生き残りのシワシワーノが操縦するぜんまい式のロボット。お金が大好きでケロフの他、ケロビンゴを営んでおりケロファーから小銭を巻き上げている。
デスキン
カエル：デスノ
ノスキンに似た謎の少年。実は鏡の世界から来たもう一人のノスキン。そのため、実力もノスキンとほぼ同じで、ノスキンの秘密も知っている。
トマトシスターズ
カエル：モンチ
斧を持ったトマトジュースの姉妹の幽霊。プレス機で廃棄処理され、幽霊になった。姉妹だが、仲は最悪で、斧を持っている姉のデールが妹のドールを襲うほど。
ゾンゲーロ
カエル：エディー
ゾンビになったカエル。生前は薬屋のマスコットに採用されるほど人気の子役だった。エンターテイナーを目指しているが腕が取れてしまう上、臭いのでその道は厳しいらしい。
ゲロレヨン
声 - 大塚明夫
カエル：キングゲロレ
カエルーナ人の恨みがカエルーナ星のスピリットを善と悪の心に別れケロケロキングに乗り移ったダークスピリット。邪魔者は容赦なく抹殺しようとする恐ろしい性格だが、よく目が隠れてしまう。
パパキン
ノスキンの父親。ノスキンと同様にプロケロファー。
モスパ
ヤシ人。モビマンダ担当の審判。性格は田舎タイプ。
トニー
サボテン人。ザポテカ担当の審判。パフパフ・ラッパの実力がよく、バンドもやっていた。ビール好きでナン・キンを食べようとしている。
ヌルペン
魚好きのナマズペンギン。チベタンハビタン担当の審判。泳ぎが得意で声が低い。「〜ヌル」が口癖。
テレストロン
カエルーナ人が作り上げたコンピュータとテレビが合わさった機器。ガブリン担当の審判。清掃やネット通販などで便利らしい。あだ名は「テレ」。
ホー
デッドロータス担当の審判。正体不明の亡霊らしい。けっして寝ることはないので、昼も夜も試合が行われるデッドロータスに派遣された。
運転手
惑星間を結ぶ宇宙船を運転するロボット。今まで2度カエルーナ上空で墜落しているが脱出用ポッドで命拾いしている。

### ケロケロキングDX・スーパーデラックスのキャラクター
プリプリ
カエル：プリン
主人公。ウサ耳のような被り物をつけたラビットビット星人。大工の息子でもあり、ハンマーの使いこなしは良い。
バスケットくん
声 - 神代知衣
カエル：セバスチャン
王様が購入したプリプリのためのカゴ型お手伝いロボット。内部は通信機になっている。「〜ケット」が口癖。
ペイペイ
声 - こおろぎさとみ
カエル：ピータン
パンダのような容姿のプーアール星人。ライバル心が強く、初戦の時は原始人の姿で骨のハンマーを持って登場。再戦時は宇宙服を着て登場。「〜アル」が口癖。
ダルひめ
カエル：ダリア
本名：アナスタシア・ダルー。サンダル星のお姫様。非常に低血圧のため、名の通りだるそうにしている。頭に被っている頭巾は「フィッシュ」で、毒舌な使いの者。初戦の時は水色の服と頭巾と王冠と金髪で、再戦時はピンクの服と頭巾とサングラスと赤髪で登場する。
ぬるぽん
声 - 伊藤栄次
カエル：ぬるぴん
ケロフの審判を担当する謎の男。おかまで、ツアーバスでの対戦のカウンターも担当している。実は結婚しており、子持ちである。彼は対戦モードのみ戦える。
ゴルゴンゾーラ
声 - 乃村健次
カエル：ゴルゾー
一つ目の岩石のような姿のロケンロール星人。岩石にも擬態できる。ゴツイ見た目によらず、気弱な性格。趣味はぬいぐるみ作り。初戦の時は頭の上の穴に溶岩、再戦時はやしの木がある。
ペンギンロボ
カエル：ハシノスケ
クリオネが操縦しているペンギン型ロボット。前作に登場したメカッチと同様、ぜんまい式なので、途中で動けなくなってしまう時もある。初戦の時はスパナ型ハンマー、再戦時は魚型ハンマー。
グー・チョキ・パー
カエル：マメキチ
ケルケロン星のジャガジャガプラントの子供。初戦の時は長男チョキしか出ないが、再戦時には弟の次男パー、三男グーも連れて登場する。普段はミクロサイズなのでケロフをする時は相手に10倍クラッカーで大きくしてもらわないとケロフできない。青いのがグー、黄色いのがチョキ、ピンク色なのがパー。
ポチ&タマ
カエル：ヒュードロ
魔界から来たゲーマーケロファーコンビ。ポチは幽霊でほとんど喋らない。片手でゲームをしている。アクションが得意。タマは人魂のような姿で喋らないポチとは対でおしゃべりな性格。RPGが得意。ケロフはポチがする。透明化もできる。ちなみにポチがやっているゲームは「ワンダーボーイアドバンス」。初戦の時はポチの三角頭巾は白、再戦時は黒。
アダムスキ
カエル：アダム
いかにもエイリアンのような宇宙人。エリア21星雲出身。初めてあった者に対して光線銃を放つという恐ろしい癖を持っている。宇宙語しか話すことが出来ない。初戦の時は何も服を着てないが、再戦時は麦わら帽子とアロハの服を着ており、ウクレレを持っている。
ガシャポン・ムック
声 - 神代知衣
カエル：ポカチン
ツアーバスに自動販売機と共にあるガシャポンのようなロボット。実はケロケロキングであった。普段は普通の顔をしているが、ケロフになると顔つきが怖くなる。なかなかの実力者。
王様
声 - 八奈見乗児
カエル：アンドリュー
ラビットビット星の王様。威厳はありそうだが実際には無い。二人の使いの者を持っている。結構ワガママ。
ブーチン
カエル：名称不明
デバキューブ星の王様。ゲームをよくしもべにやらせている。
じじゅう
二人いる王様の使いの者。王様のワガママに苦労している。
ブーチンのしもべ
王様の侍従同様二人いるブーチンの僕。ゲームは下手。

## KEROKERO NEWS SHOW
TBSの深夜番組「おしえてア・ゲ・ル」で2001年4月23日から放送されていたショートアニメ。同年5月22日までに全5話を放送。キーヤキッスの『マシュマロワープ』がテーマソングとして使用された。

## ケロケロキングDXプラス
テレビ東京系番組『おはスタ』内で2003年6月16日から7月25日にかけて放送されていた3DCGショートアニメ。これらのアニメが全話収録されたDVDが『スーパーDX』の予約特典として配布された。

### スタッフ
- 監督・シナリオ・コンテ・演出 - 伊藤有壱[6]
- 音楽 - マニュアル・オブ・エラーズ[6]
- 制作 - デジタル・メディア・ラボ[6]
- 製作 - バンダイ[6]

### 各話リスト
| 1  | ケロフ超特訓           | 11 | 屋台にて             | 21 | 偉大なる王様       |
| 2  | ザ★ケロキンバンド      | 12 | ザ★ケロキンバンド(2) | 22 | コマーシャル       |
| 3  | 告白                   | 13 | 育て! タネ!          | 23 | カエルの逆襲       |
| 4  | ケロキンShopin`        | 14 | ペンギンロボの秘密   | 24 | オオグチのデート   |
| 5  | フィッシング           | 15 | ダルひめのシエスタ   | 25 | ちっちゃい頃       |
| 6  | ぬるぽんアフター5      | 16 | 変身! ケロフマン!    | 26 | 屋台にて(2)        |
| 7  | ケロフダンス           | 17 | カエル体操!          | 27 | ザ★ケロキンライブ  |
| 8  | 赤白ハンマー           | 18 | カエル会議           | 28 | ハエ会議           |
| 9  | ケロキンShopin`(2)     | 19 | ケロキン音頭!        | 29 | 月にちかえば       |
| 10 | サマービーチ・ダンディ | 20 | ケロキンShopin`(3)   | 30 | ツアー打上げParty! |

## 携帯アプリ
ボーダフォンの携帯電話用アプリに「ケロケロキングミニ」がある。